# Football Club de Gueugnon
Il Football Club Gueugnon, o FC Gueugnon, è una società di calcio francese della città di Gueugnon, nella regione della Borgogna. Attualmente milita nel campionato di terza divisione nazionale, il Championnat National.

## Storia
Il Football Club Gueugnon nasce come polisportiva nel 1940 dalla fusione tra l'AS Foch e l'ASG. Diretto dai quattro fratelli Churlet, già dalla fine della guerra l'FCG si impone come squadra leader della lega della Borgogna. Grazie ai successi, è incorporato nel campionato dilettanti diventandone vincitore nel 1947 e nel 1952; un suo giocatore, Robert Van Den Abeele, è selezionato nella Francia Dilettanti.
Nel 1970 accede in seconda divisione. Il 1979 è un anno eccezionale: potendo contare su una squadra ben collaudata, i “maniscalchi” (forgerons in francese) arrivano ai quarti di Coppa di Francia dopo aver eliminato il grande Saint’Etienne. La stagione è coronata con la vittoria del campionato di seconda divisione (D2) ottenuta proprio nel derby con l'Auxerre. La promozione nella massima serie però non diventa realtà perché la società rifiuta il passaggio al professionismo.
Segue un periodo non molto positivo durante il quale il Gueugnon rischia pure lo scioglimento della società. La retrocessione è evitata nel 1993 grazie alla riforma della D2 e a delle fortunate coincidenze. Nel 1995, dopo un lungo testa a testa con il Guingamp conquista il 3º posto in classifica che equivarrebbe alla permanenza nella seconda divisione. L'Olympique Marsiglia che si era classificato primo vede la sua promozione revocata per motivi economici, ed il Gueugnon viene quindi ammesso al loro posto in (D1). Per svolgere il campionato lo stadio è dotato di una nuova tribuna da 5500 posti. La stagione in prima divisione si chiude con la retrocessione per un solo punto.
Gli anni con Alex Dupont allenatore sono quelli che i tifosi ricordano con più orgoglio. Il campionato 1998/1999 è chiuso al 6º posto dopo aver condotto per larga parte il torneo; ma è la stagione 1999/2000 che proietta la squadra della piccola cittadina ai vertici del calcio francese. Se in campionato non si va oltre il 5º posto e in Coppa di Francia arriva l'uscita agli ottavi, in Coppa di Lega si raggiunge un'incredibile vittoria con il conseguente diritto di accedere alla Coppa UEFA. Al termine della stagione molti dei protagonisti lasciano il club, che nei successivi campionati non riuscirà più a ripetere un simile exploit.

## Palmarès

### Competizioni nazionali
- Coppa di Lega francese: 1

1999-2000
- Campionato francese di seconda divisione: 1

1978-1979 (girone A)

### Competizioni regionali
- Campionato DH Borgogna: 4

1945-1946, 1946-1947, 1947-1948, 1956-1957

### Altri piazzamenti
- Coppa di Francia:

Semifinalista: 1990-1991
- Campionato francese di seconda divisione:

Secondo posto: 1976-1977 (girone A)
Terzo posto: 1994-1995

## Stadio
Lo stadio del Football Club Gueugnon è il Jean Laville, intitolato ad un personaggio politico che ha segnato la vita di Gueugnon.
In base alle norme attuali può ospitare 13800 spettatori ma è dotato di 14500 posti a sedere. Inoltre possiede una illuminazione conforme alle disposizioni UEFA.
Lo stadio è in fase di ammodernamento ed ampliamento per adempiere alle norme della Federazione francese di calcio secondo le quali in Ligue 2 occorre una capacità di almeno 17000 posti a sedere coperti. La nuova tribuna ovest (4356 posti a sedere tutti coperti) è stata costruita nel 2003 ed è prevista la realizzazione ex novo della tribuna B che potrà accogliere 3 500 persone tutte al coperto con guardaroba, uffici, saloni VIP, ristorante.
Il progetto definitivo prevede uno stadio moderno e accogliente da 20000 posti interamente al coperto.
Riguardo allo stadio, è curioso ricordare come durante le partite di Coppa di Francia della stagione 1978/1979 contro Saint’Etienne e Strasburgo il Jean Laville accolse più di 16000 spettatori, fatto molto curioso in quanto la cittadina di Gueugnon contava su neppure 10 000 abitanti.
Inoltre, dopo la promozione in D1 del 1995, lo stadio fu al centro di una polemica con il club Caen, il quale fece pressioni alla Federazione di calcio francese affinché venissero rispettati i parametri vigenti nella massima serie. Il Gueugnon riuscì a disputare il campionato in seguito alla costruzione di una nuova tribuna da 5500 posti.

## Rosa 2009-2010
| N. |                    | Ruolo | Calciatore          |
| -- | ------------------ | ----- | ------------------- |
| 1  | Serbia (bandiera)  | P     | Perica Radić        |
| 2  | Marocco (bandiera) | D     | Saïd Aït Bahi       |
| 3  | Haiti (bandiera)   | D     | Pierre Mercier      |
| 4  | Francia (bandiera) | D     | Léonard Mendy       |
| 5  | Francia (bandiera) | D     | Guillaume Lecacheur |
| 6  | Francia (bandiera) | D     | Julien N'Da         |
| 8  | Francia (bandiera) | D     | David Vairelles     |
| 9  | Francia (bandiera) | A     | Florian Taulemesse  |
| 10 | Algeria (bandiera) | A     | Salim Kerkar        |
| 11 | Francia (bandiera) | A     | Romain Alessandrini |
| 13 | Francia (bandiera) | C     | Terry Rammou        |
| 14 | Francia (bandiera) | D     | Cédric Avinel       |
| 15 | Francia (bandiera) | C     | Donatien Cotinet    |
| 16 | Francia (bandiera) | P     | Baptiste Renaud     |
| 17 | Francia (bandiera) | A     | Giovan Vairelles    |

| N. |                    | Ruolo | Calciatore         |
| -- | ------------------ | ----- | ------------------ |
| 18 | Benin (bandiera)   | D     | Emmanuel Imorou    |
| 19 | Francia (bandiera) | A     | Tony Vairelles     |
| 19 | Francia (bandiera) | A     | Diego Vairelles    |
| 20 | Francia (bandiera) | C     | Abdelhak Jamaï     |
| 21 | Francia (bandiera) | C     | Benjamin Genghini  |
| 22 | Francia (bandiera) | A     | Robin Previtali    |
| 23 | Francia (bandiera) | C     | Tony Ribeiro       |
| 24 | Francia (bandiera) | D     | Jonathan Bourgeois |
| 27 | Francia (bandiera) | C     | Matthieu Blanc     |
| 32 | Francia (bandiera) | D     | Clément Coronas    |
| 33 | Algeria (bandiera) | C     | Nacer Bennemra     |
| 35 | Francia (bandiera) | A     | Nicolas Pérez      |
| 40 | Francia (bandiera) | P     | Florent Perraud    |
|    | Francia (bandiera) | D     | Thomas Bazin       |

## Rosa 2008-2009
| N. |                    | Ruolo | Calciatore               |
| -- | ------------------ | ----- | ------------------------ |
| 1  | Francia (bandiera) | P     | Christophe Mey           |
| 2  | Haiti (bandiera)   | D     | Romain Genevois          |
| 3  | Francia (bandiera) | D     | Romain Élie              |
| 4  | Francia (bandiera) | D     | Léonard Mendy            |
| 5  | Francia (bandiera) | C     | Guillaume Lecacheur      |
| 6  | Francia (bandiera) | D     | Julien Nda               |
| 7  | Francia (bandiera) | C     | Michaël Llorente         |
| 8  | Francia (bandiera) | C     | Jean-Baptiste Le Bescond |
| 9  | Francia (bandiera) | A     | Florian Taulemesse       |
| 10 | Francia (bandiera) | C     | Salim Kerkar             |
| 11 | Francia (bandiera) | A     | Romain Alessandrini      |
| 12 | Francia (bandiera) | A     | Jean-Marie David         |
| 13 | Marocco (bandiera) | D     | Nabil Berkak             |

| N. |                           | Ruolo | Calciatore             |
| -- | ------------------------- | ----- | ---------------------- |
| 14 | Senegal (bandiera)        | A     | Mohamed Coulibaly      |
| 15 | Francia (bandiera)        | D     | Pierre Nlate           |
| 16 | Benin (bandiera)          | P     | Maxime Agueh           |
| 17 | Marocco (bandiera)        | C     | Abdeslam Akouzar       |
| 18 | Francia (bandiera)        | C     | Jérémy Cretin          |
| 19 | Costa d'Avorio (bandiera) | A     | Djedou Paul Kabran     |
| 21 | Francia (bandiera)        | C     | Oumar Bakari           |
| 22 | Francia (bandiera)        | A     | Teddy Chevalier        |
| 23 | Francia (bandiera)        | D     | Romain Vincelot        |
| 24 | Senegal (bandiera)        | C     | Jacob Samba Ba N'Gouma |
| 32 | Francia (bandiera)        | D     | Clément Coronas        |
| 33 | Francia (bandiera)        | C     | Thomas Bazin           |
| 34 | Francia (bandiera)        | A     | Etienne Fournier       |
|    | Francia (bandiera)        | C     | Samuel Robail          |

## Giocatori
Tra i calciatori della società gialloblu, Jean Acedo ha militato per due anni nelle giovanili prima di esordire in prima squadra e rimanere per altri diciotto anni, superando le 400 presenze con la maglia del Gueugnon. Conclusasi l'attività da calciatore, Acedo ha intrapreso quella da allenatore prima delle giovanili e poi come vice allenatore.